# Туралф Скулем
Ту́ралф А́лберт Ску́лем (норв. Thoralf Albert Skolem, у деяких джерелах Торальф Сколем і Альберт Торальф Сколем; 23 травня 1887, Саннсвер — 23 березня 1963, Осло) — норвезький математик, логік і філософ. Основні праці Скулема стосуються теорії множин, основ математики, математичної логіки, зокрема теорії моделей, також значний внесок зробив у філософію математики, теорію чисел, абстрактну алгебру, комбінаторику.     

## Біографія
Туралф Скулем народився 23 травня 1887 р. в містечку Саннсвер (зараз частина міста Конгсберг) в фюльке Бускерюд. Мати — Гелене Олетте Вол (норв. Helene Olette Vaal) (1850–1914). Батько — І́вен Скулем (1849–1926) був учителем початкової школи, хоча більшість родичів займалась фермерством.
Навчався в середній школі в Християнії (нині в межах м. Осло). В 1905 р. закінчив школу і здав Examen artium (з латини «іспит з мистецтва», випускний екзамен норвезьких гімназій, який дає право вступу в університети) і вступив в Університет Осло, щоб вивчати математику, але також взяв курси з фізики, хімії, зоології та ботаніки. 
У 1909 році, під час навчання в університеті, Туралф почав працювати асистентом у відомого фізика  Крістіана Біркеланна, відомого дослідами з бомбардування намагнічених сфер електронами та отримання ефектів подібних  до полярного сяйва. Таким чином, першими публікаціями Скулема були статті з фізики, написані спільно з Біркеланном. У 1913 році Т. Скулем здобув учений ступінь у галузі математики. За його тези (магістерську роботу) Undersøkelser innenfor logikkens algebra (Дослідження з алгебри логіки), він отримав найвищу оцінку 1.0. Про його видатне досягнення повідомили, що відбувалося в рідкісних випадках, короля Норвегії.
Т. Скулем продовжував працювати асистентом  Біркеланна, навіть подорожував з ним до Судану в 1913 році для спостереження за зодіакальним світлом. Незважаючи на роботу з фізики як асистента  Біркеланна, він продовжував математичні дослідження і протягом цього часу досяг помітних результатів в теорії ґраток.
У зимовий семестр 1915-1916 рр. він навчався в Геттінгенському університеті, який тоді був центром досліджень з математичної логіки, математики і абстрактної алгебри, галузей, в яких згодом Т. Скулем досяг значних успіхів. Це були роки Першої світової війни, і умови перебування в Геттінгені були надзвичайно важкими. У 1916 році він повернувся в Королівський університет Фредеріка в Християнії, де він був призначений науковим співробітником (докторантом). У 1918 р. Скулем був призначений на новостворену посаду доцента математики в цьому ж університеті, і цього року був обраний до Норвезької академії наук. Він, однак, формально не вчився в докторантурі, бо у свої молоді роки, норвезький математик Вігго Брун і Скулем домовилися, що не будуть отримувати ступінь доктора, ймовірно, відчуваючи, що ступінь доктора в Норвегії не була важливою у вихованні молодого вченого. Але в середині двадцятих років з'явилося молоде покоління норвезьких математиків. Здається Скулем  відчув, що він повинен виконати формальні вимоги і отримати докторський ступінь, і він "отримав дозвіл" від Бруна на представлення дисертації.
1926 року, у віці маже 40 років, Скулем отримав ступінь доктора з дисертацією нім. Einige Sätze über ganzzahlige Lösungen gewisser Gleichungen und Ungleichungen — Декілька тверджень про цілочисленні розв'язки певних (алгебраїчних) рівнянь і нерівностей. Формальним науковим керівником дисертації був Аксель Туе, який помер 1922 року.
1927 року Скулем одружився з Едіт Вільгеміне Гасволл (Edith Wilhelmine Hasvold (28.11.1899–8.10.1983)).
До 1930 р. Т. Скулем працював у Королівському університеті Фредеріка. З 1930 по 1938 р. — науковий співробітник Інституту Кр. Міхельсена в Бергені .